# Patrick Feehan
Patrick Augustine Feehan (ur. 28 sierpnia 1829 w Killenaule, Irlandia, zm. 12 lipca 1902 w Chicago) – amerykański duchowny katolicki pochodzenia irlandzkiego, pierwszy arcybiskup metropolita Chicago.
Urodził się w hrabstwie Tipperary w Irlandii. W roku 1845 rozpoczął naukę w szkole kościelnej Castle Knock College. Dwa lata później przeniósł się do Maynooth College. W roku 1852 wyjechał do Stanów Zjednoczonych w odpowiedzi na wezwanie arcybiskupa Petera Kenricka z Saint Louis, który szukał kapłanów dla swej metropolii. Jeszcze w tym samym roku 1 listopada przyjął z jego rąk święcenia kapłańskie. W latach kolejnych pracował duszpastersko w archidiecezji St. Louis
7 czerwca 1865 otrzymał nominację na biskupa Nashville w stanie Tennessee. Sakry udzielił mu abp Kenrick. 10 września 1880 mianowany pierwszym arcybiskupem Chicago. Tego samego dnia bowiem diecezja chicagowska podniesiona została do rangi metropolii. Zmarł nagle na udar mózgu w wieku 72 lat. Pogrzeb odbył się 17 lipca 1902. Przyciągnął on rzesze wiernych, wielu biskupów i arcybiskupów, a także ok. 800 księży. Ciało złożono na Mount Carmel Cemetery.